# Kvark–gluonplasma
Kvark–gluonplasma (QGP) är ett aggregationstillstånd i kvantkromodynamik (QCD) som existerar vid extremt hög temperatur och/eller tryck. Tillståndet består av nästan fria kvarkar och gluoner, vilka är två centrala elementarpartiklar i all materia. Försök att skapa QGP har sedan 1980-talet gjorts vid CERN-laboratoriet. Dessa försök ledde till att CERN år 2000 gick ut med att de hade hittat indirekta bevis för ett nytt aggregationstillstånd. Därefter har experimenten fortsatt vid såväl CERN:s Large Hadron Collider (LHC) som Brookhaven National Laboratorys Relativistic Heavy Ion Collider (RHIC). Experimenten är viktiga för en djupare förståelse av kvantkromodynamiken (det vill säga teorin om den starka växelverkan) men även för forskning utanför partikelfysiken inom till exempel kosmologi, eftersom det tidiga universum antas ha bestått av kvark-gluonplasma, eller astronomi där det har spekulerats i om neutronstjärnors inre skulle kunna vara tillräckligt täta för att uppnå tillståndet. 
I kvark–gluonplasma frigörs de kvarkar och gluoner som vanligen utgör byggstenar i hadroner (t.ex. protoner och neutroner) från den starka växelverkan mellan varandra. Detta kan bara ske under extremt hög energidensitet. Experimentellt uppnås detta genom att accelerera tunga atomkärnor till extremt hög energi och låta dem kollidera med varandra. Till exempel ägnar LHC ungefär en månad om året till att kollidera blykärnor vid en masscentrumenergi av 5.5 TeV. Vid en sådan kollision bildas det en liten droppe kvark-gluonplasma i kollisionspunkten, denna droppe expanderar sedan snabbt på grund av inre tryckskillnader och kallnar. Allt eftersom temperaturen sjunker återgår materien i plasmat till sitt vanlig hadronmateria, vilket innebär att man måste studera partiklarna som kommer från plasmat efter att det kallnat eftersom plasmatillståndet är alltför kortlivat för att kunna detekteras direkt. Detta är naturligtvis en försvårande omständighet för forskare som vill studera QGP, men trots detta har man lyckats utforska många av dess egenskaper genom att till exempel jämföra resultaten från tungjonskollisioner med dem från kollisioner mellan lättare partiklar (som inte väntas ge upphov till plasmat) eller genom att studera vinkelfördelningen av de partiklar som kommer ut ur kollisionen. Det visar sig t.ex. att kvark-gluonplasmat beter sig som en vätska som expanderar enligt strömingsmekaniska  modeller istället för att uppföra sig som en gas vilket man tidigare väntade sig.